# Línea Bobadilla-Algeciras
La línea Bobadilla-Algeciras, denominada oficialmente línea Bifurcación Las Maravillas-Algeciras, es una línea férrea española de 176 kilómetros de longitud, que pertenece a la red ferroviaria española. Se trata de una línea de ancho ibérico (1668 mm), de vía única y no electrificada.
Los orígenes de la línea se retrotraen a finales del siglo XIX, iniciándose su construcción por iniciativa de una compañía británica. Inaugurada en 1892, el trazado permitía la conexión de la ciudad portuaria de Algeciras con la Meseta y otros trazados de la red ferroviaria. Debido a ello, durante años a través de sus vías ha circulado un importante tráfico de pasajeros y mercancías. En 1913 pasó a manos de la Compañía de los Ferrocarriles Andaluces, que la gestionó hasta la creación de RENFE en 1941. En la actualidad la línea forma parte de la Red Ferroviaria de Interés General y es administrada por Adif.

## Historia

### Orígenes y construcción
La vía férrea Bobadilla-Algeciras fue inaugurada el 27 de noviembre de 1892, construida por la británica Algeciras-Gibraltar Railway Company. El proyecto fue impulsado por empresarios británicos que buscaban dotar de un enlace ferroviario a Gibraltar, aunque el ferrocarril nunca llegó a la colonia británica debido a la oposición del gobierno español. Sin embargo, conscientes de la imposibilidad de llevar una línea férrea a Gibraltar por suelo español, los promotores se dieron por satisfechos con proyectos que incluyesen una parada a la altura del municipio de San Roque, cercano al Peñón. Fueron autorizados por el Gobierno a construir un ramal desde la línea ferroviaria hasta el campamento militar de San Roque, situado a solo 3 kilómetros del Peñón, aunque finalmente no fue ejecutado.
En 1877, el gobierno español presenta un Plan General de ferrocarriles que incluye una conexión ferroviaria entre Cádiz y Málaga con un trazado totalmente costero, pasando por Vejer de la Frontera y Tarifa. Sin embargo, al poco tiempo, los contratistas renunciaron a ese trazado, alegando que sería económicamente inviable. Entonces aún no existía el fenómeno del turismo de sol y playa y la costa estaba mucho menos poblada que en la actualidad. Procedieron entonces a construir un trazado alternativo desde Algeciras hacia el interior de la provincia de Cádiz, que entonces ofrecía un mayor potencial económico con sus recursos de los sectores extractivos.
El primer tramo en construirse fue el situado entre Algeciras y Jimena de la Frontera, pues la intención de los promotores no era enlazar con la línea Córdoba-Málaga, sino con la Sevilla-Cádiz a la altura de Jerez de la Frontera, mediante un ramal que llegaría a esta ciudad pasando por el Puerto de Gáliz, Algar y Arcos de la Frontera. Este ramal nunca se construyó, pues los promotores iniciales abandonaron la construcción tras terminar el tramo hasta Jimena. Después de que se le concediera un ramal ferroviario desde Bobadilla, el Ayuntamiento de Ronda propuso, para el desarrollo de la ciudad y la comarca de la Serranía de Ronda, que el trazado continuase hasta Jimena, y por tanto hacia Algeciras por la línea ya construida. El gobierno aceptó la propuesta, pues de esta forma, conseguía aprovechar el tramo abandonado y completar rápidamente la conexión de Algeciras con el resto de la red ferroviaria por el interior, en detrimento de la opción litoral entre Málaga y Algeciras.
Construido el tramo Jimena-Algeciras para el año 1890 y estando ya previsto un ramal ferroviario hacia Ronda desde Bobadilla, inaugurado al año siguiente, quedaba solo por fijar el recorrido entre Ronda y Jimena. Se eligió un trazado que sigue el valle del Río Guadiaro, hasta San Pablo de Buceite. El resto del trayecto es llano hasta Algeciras. La parada en San Roque solicitada por los promotores de la línea ferroviaria no fue inaugurada hasta 1905.

### Explotación
En 1913 la Compañía de los Ferrocarriles Andaluces compró la Algeciras-Gibraltar Railway Company, haciéndose también con la línea. Esta situación se mantuvo hasta 1936, cuando el Estado se incautó de los Ferrocarriles Andaluces y puso la gestión de sus líneas a cargo de la Compañía Nacional de los Ferrocarriles del Oeste. La dictadura de Primo de Rivera autorizó en 1924 el proyecto para conectar Málaga y San Fernando por ferrocarril, pero dicha línea se quedaría fuera del plan de Fomento de 1926 por los mismos motivos que en 1877: el escaso retorno económico que ofrecía.
En 1941, con la nacionalización de los ferrocarriles de ancho ibérico, la línea pasó a integrarse en RENFE.
En 1969 la dictadura de Francisco Franco cierra la verja de Gibraltar, provocando una depresión económica en la comarca al perderse todos los empleos de los españoles en Gibraltar. El régimen lleva a cabo varias medidas compensatorias para la economía de la comarca, entre las que está la construcción de un polígono industrial de refinerías y centrales térmicas. Para mejorar el transporte de mercancías hacia estas instalaciones, una vez puestas en funcionamiento, se construye un ramal ferroviario partiendo de San Roque que llega hasta La Línea de la Concepción. Dicho ramal, que actualmente solo da servicio a trenes de mercancías, pasa por todas las industrias petroleras del polígono y continúa pasando por el campamento militar de San Roque, finalizando a la altura del actual centro comercial Gran Sur en La Línea. Este último tramo del ramal, el situado más allá de la refinería, nunca fue recorrido por trenes y está abandonado.
Hasta 1979, circulaban entre Madrid y Algeciras dos trenes al día, un diurno TER, y un expreso nocturno. A partir de ese año, al implantarse la electrificación entre Madrid y Bobadilla, el TER fue suprimido y cambiado por una combinación entre el Talgo Madrid-Málaga y un tren regional, haciendo transbordo en Bobadilla; por su parte, el expreso fue mantenido y con la implantación de los trenes Estrella fue duplicado con prolongaciones a Irún y Portbou.
Durante dos décadas no hubo trenes diurnos entre Madrid y Algeciras, pues no fue hasta junio de 1999 cuando empezó a realizar este trayecto el Talgo 200, un tren que reducía los tiempos de viaje circulando por la línea de alta velocidad Madrid-Sevilla y que ya disfrutaban en otros puntos de Andalucía como Huelva, Cádiz o Málaga. Un tren diario por sentido, cambiando de ancho y de locomotora en Córdoba, conectaba Algeciras y Madrid en un trayecto de menos de seis horas. A finales de 2006, al inaugurarse el tramo de Córdoba a Antequera-Santa Ana de la línea de alta velocidad Córdoba-Málaga, el tren diurno redujo el tiempo de viaje en media hora. Este servicio fue renombrado como Altaria y se introdujo una segunda frecuencia diaria, a la vez que se eliminó el tren Estrella.
Desde 2008 se están realizando obras de reforma y modernización en la línea ferroviaria para su adaptación a estándares de altas prestaciones. Dichas obras forzaron a cortar la línea durante seis meses entre 2009 y 2010. En estas obras se amplió el gálibo de los túneles, preparándolos para la futura electrificación de la línea, y se realizaron variantes de trazado y eliminación de pasos a nivel.

## Situación actual
Actualmente esta vía es única y sin electrificar, lo que supone, junto a su trazado, unas velocidades de trayecto bajas. Sin embargo, es muy utilizado para los viajes entre Algeciras y los destinos que ofrece, al ser competitivo con respecto al transporte público terrestre.
El principal objetivo de esta vía férrea es comunicar el centro de la Península con el principal puerto del país, el Puerto Bahía de Algeciras. Por lo tanto es habitual el paso de trenes de mercancías por esta vía.
Renfe ofrece servicios de pasajeros entre Madrid y Algeciras, donde esperan ferris con destino a Ceuta y Tánger, al otro lado del Estrecho de Gibraltar. Estos trenes entran a Andalucía por el NAFA y realizan parada en Ciudad Real, Puertollano, Villanueva de Córdoba-Los Pedroches, Córdoba, Antequera-Santa Ana, Ronda y San Roque-La Línea en su trayecto, que dura 5 horas y 35 minutos.
Además, por esta vía circulan diariamente trenes de media distancia que comunican Algeciras con Granada pasando por Bobadilla y Antequera. Este servicio realiza parada en todas las estaciones activas del esquema, aunque entre Antequera-Santa Ana y Granada el tráfico ferroviario está suspendido y sustituido por autobuses. Desde 2013 también paran en Antequera-Santa Ana, enlazando con trenes de alta velocidad. Esto permite nuevas conexiones entre Algeciras y Madrid, y por primera vez, un enlace entre Algeciras y Barcelona, con enlace en Antequera-Santa Ana con el AVE Málaga-Barcelona y una duración total de 8 horas y 10 minutos.
Desde el 21 de octubre de 2018, la línea solo funcionó temporalmente entre Algeciras y Ronda y entre Madrid y Antequera debido a la caída de un puente situado a la salida de Campillos. Más tarde, el 1 de noviembre de ese mismo año, la línea al completo fue suprimida y sustituida por autobuses. La fecha de reapertura es el 17 de mayo de 2019. A pesar de la promesa de inversiones, se crea una plataforma para recuperar la línea.
Tras el parón de la aprobación de los Presupuestos Generales del Estado debido a la Pandemia de COVID-19, la modernización de la línea Algeciras-Boadilla estuvo pausada, hasta la presentación de los nuevos PGE del gobierno de coalición PSOE-Podemos en 2020. Dichos presupuestos prevén 300 millones de euros en 2021 para la modernización de la línea ferroviaria, dividiendo la inversión en 35,7 millones dentro del presupuesto para la renovación y mejora del Bobadilla-Granada de Adif Convencional, y 264,3 millones de euros a cargo de Adif Alta Velocidad. Esta división de presupuestos generó una reacción de protesta de todas las fuerzas políticas de las regiones afectadas, al interpretar de manera general, que el presupuesto era tan solo de 35,7 millones, cifra muy escasa para la envergadura de la obra. La modernización de esta sección no contempla una línea de alta velocidad, sino la electrificación de todo el tramo y la adaptación a ancho internacional con la instalación de un tercer carril, convirtiéndola en una vía de ancho mixto, que hará posible la circulación tanto de trenes de ancho ibérico como de ancho internacional, eléctricos o diesel, así como apartaderos y adaptaciones para posibilitar la circulación de trenes de mercancías de más de 750 metros.
Hay que tener en cuenta el alto valor ambiental y paisajístico de esta zona, protegida bajo numerosas figuras (parque natural, reserva de la biosfera, etc.): parque natural de Grazalema y parque natural de los Alcornocales.

## Modernización
En el Plan de Estratégico de Infraestructuras y Transporte figuró el Ferrocarril Bobadilla-Algeciras como uno de los elementos a modernizar, para adaptarlo a la alta velocidad. Sin embargo, a fecha de 2017, y después de varios años con las obras paralizadas, el Ministerio de Fomento de Íñigo de la Serna decidió simplemente renovar y electrificar la línea existente, para agilizar los plazos de ejecución. Este eje prioritario para la Red Transeuropea de Transporte debería haber estado modernizado en 2020, sin embargo, no estará listo hasta al menos 2028, aun sin adaptar a la alta velocidad.
Toda la línea será electrificada a 25 kV CA, compatible con trenes AVE, como también lo es el tercer carril. De esta forma, podrán circular por la línea trenes AVE, Avant, convencionales diésel y mercancías.
El proyecto se ha dividido en dos fases:

### Antequera-Ronda
El gobierno de José Luis Rodríguez Zapatero realizó dos estudios informativos para la modernización de la línea. En ambos, se había acordado construir una línea de alta velocidad entre Antequera y Ronda, y reformar el tramo entre Ronda y Algeciras.
En el estudio informativo de 2007 se preveía construir una nueva línea solo para alta velocidad, manteniendo la actual línea convencional, incluyendo, en el término municipal de Ronda, una variante que habría evitado la actual travesía en forma de "Z"; esto habría conllevado que la estación de Ronda quedaría sin tráfico de alta velocidad por lo que habría sido necesario construir una nueva estación fuera de la ciudad. Entre la estación de alta velocidad Antequera-Santa Ana y Ronda se planearon dos nuevas vías: una de ellas de ancho internacional, y la otra de doble ancho. El tramo proyectado era de 70 km de longitud, con velocidad máxima de 350 km/h entre Antequera y Almargen, y 220 km/h entre Almargen y Ronda.
En un segundo estudio más reciente, aprobado en 2011, se decidió sustituir la línea existente por un nuevo trazado que no planteaba evitar la travesía de Ronda, sino modificarla mediante curvas de mayor radio, para así seguir utilizando la estación de la ciudad. Según este estudio, se preveía que la nueva línea, válida para todo tipo de tráfico (trenes de alta velocidad, convencionales y mercancías de hasta 750 metros de longitud), sustituyera a la antigua. Por la vía de alta velocidad, un tren de alta velocidad habría tardado 20 minutos entre Antequera-Santa Ana y Ronda, frente a los 62 actuales.
Este tramo de alta velocidad fue descartado en 2012 por Fomento, quedando sin fecha, después de que no se hubiera producido ningún avance desde la publicación del estudio informativo, y con el plazo de 2020 vencido.
Las fechas actuales son de renovación de plataforma y vía para 2028. Sería una solución equivalente a la realizada en la Línea Medina del Campo-Vilar Formoso. La vía actual será adaptada a una velocidad máxima de 160 km/h.
| Tramo                                | Kilómetros | Estado (fecha)                                         | Plazo ejecución |
| ------------------------------------ | ---------- | ------------------------------------------------------ | --------------- |
| Antequera-Santa Ana - Ronda          | 70         | Estudio informativo publicado, descartado (10/12/2012) |                 |
| Modernización del tramo convencional | 70         | DIA superada, obras licitadas (05/09/2023)             | 5 años          |

### Ronda-Algeciras

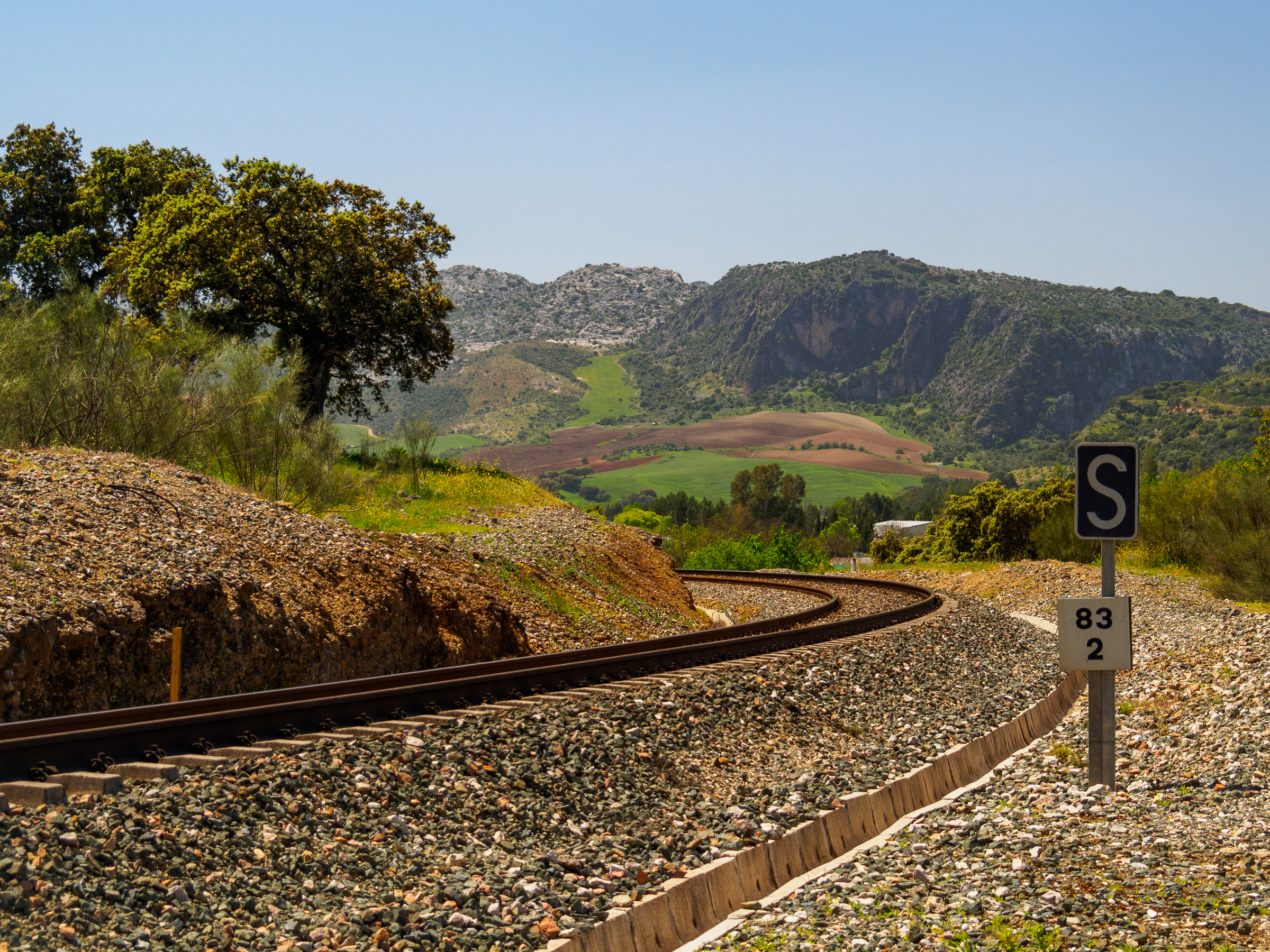
Tramo de la línea cerca de Ronda

El río Guadiaro, a su paso por la Serranía de Ronda, forma un cañón estrecho que es aprovechado por el trazado de ferrocarril actual. Ante la imposibilidad de buscar una vía alternativa por la difícil orografía del terreno, se ha optado finalmente por adaptar la vía existente a las altas prestaciones. La velocidad de proyecto para estos tramos es de 160 km/h. Hay que destacar que gran parte del área que atraviesa la vía está protegida bajo la figura de parque natural y forma parte de la red Natura2000.
En el tramo entre Ronda y San Pablo de Buceite, la vía ha sido totalmente renovada. Los 14 túneles del tramo han sido adaptados, impermeabilizados y protegidos contra daños derivados de desprendimientos. Se han construido dos nuevos viaductos y cuatro falsos túneles entre Cortes de la Frontera y Gaucín. En un futuro próximo se suministrará a la vía existente un tendido eléctrico. 
Entre San Pablo de Buceite y Algeciras se está corrigiendo el trazado actual por uno más recto, además de eliminar todos los pasos a nivel.
También está previsto recuperar el ramal hacia La Línea de la Concepción, actualmente fuera de servicio, aunque solo para tráfico de mercancías en primera instancia. Estos planes están incluidos en el estudio informativo de la integración urbana del ferrocarril en Algeciras.
El Ministerio de Transportes planifica también una terminal de mercancías para el Puerto de Algeciras situado fuera de las instalaciones portuarias, en el entorno de Botafuegos. Esta terminal ferroportuaria permitirá la operación de trenes de hasta 750 metros.
La finalización de las obras de modernización del tramo Ronda-Cortes de la Frontera en 2010 ha reducido los tiempos de viaje de Algeciras a Ronda en más de 15 minutos, lo que ha permitido incluir nuevas paradas (San Roque en el trayecto Algeciras-Madrid y Antequera-Santa Ana en Algeciras-Granada) sin que se resientan los tiempos totales de los recorridos.
| Tramo                                            | Kilómetros | Estado (fecha)                                | Plazo ejecución |
| ------------------------------------------------ | ---------- | --------------------------------------------- | --------------- |
| Ronda - Cortes de la Frontera                    | 39,0       | En servicio, sin electrificar (23/04/2010)    | 35 meses        |
| Cortes de la Frontera - San Pablo de Buceite     | 20,5       | En servicio, sin electrificar (23/04/2010)    | 33 meses        |
| San Pablo de Buceite - Almoraima                 | 26,8       | Obras adjudicadas                             |                 |
| Almoraima - Algeciras                            | 20,8       | En servicio, sin electrificar                 |                 |
| Integración en Algeciras                         |            | Estudio informativo adjudicado (17/09/2009)   | 24 meses        |
| Ramal a La Línea de la Concepción                |            | Proyecto pendiente de licitación (26/08/2009) |                 |
| Remodelación de la estación de Algeciras         |            | En servicio (26/03/2011)                      | 12 meses        |
| Ramal Isla Verde (acceso al Puerto de Algeciras) | 1          | En servicio, sin electrificar (01/10/2008)    |                 |
| Terminal de mercancías del Puerto de Algeciras   |            | Estudio informativo adjudicado (14/08/2024)   | 16 meses        |

### Reducción de los tiempos de viaje
Tras la modernización de la vía, que ha retrasado su finalización a 2028, los tiempos de viaje mínimos quedarían reducidos. El anterior Ministerio de Fomento preveía una duración del viaje de 3 horas y 40 minutos si se hubiera construido la LAV entre Antequera y Ronda, que ha sido descartada. Con la línea convencional reformada, el viaje entre estas dos ciudades durará 45 minutos en lugar de 20. Al instalarse tercer carril compatible con ancho estándar, y la electrificación a 25 kV apta para el AVE, se dejarían de perder los quince minutos requeridos por el cambio ancho y de locomotora en Antequera-Santa Ana.
En 2024 el Intercity Madrid Algeciras será reemplazado por los Alvia serie 730, que alcanzan 250 km/h.
| Origen             | Destino             | Tiempo anterior (2009) | Tiempo futuro (línea modernizada) | Reducción  |
| ------------------ | ------------------- | ---------------------- | --------------------------------- | ---------- |
| Algeciras          | Ronda               | 1:30                   | 1:10                              | 0:20 (22%) |
| Algeciras          | Antequera-Santa Ana | 2:44                   | 1:55                              | 0:49 (30%) |
| Algeciras          | Antequera           | 2:54                   | 2:07                              | 0:47 (27%) |
| Algeciras          | Granada             | 4:20                   | 2:43                              | 1:37 (37%) |
| Algeciras          | Córdoba             | 3:24                   | 2:30                              | 0:54 (26%) |
| Algeciras          | Madrid              | 5:27                   | 4:05                              | 1:22 (25%) |
| San Roque-La Línea | Madrid              | No había               | 3:50                              |            |
| Ronda              | Madrid              | 3:57                   | 2:55                              | 1:02 (26%) |

| Evolución del tiempo de viaje Madrid-Algeciras | Evolución del tiempo de viaje Madrid-Algeciras               | Evolución del tiempo de viaje Madrid-Algeciras                                                    |
| Año                                            | Tiempo                                                       | Evento                                                                                            |
| ---------------------------------------------- | ------------------------------------------------------------ | ------------------------------------------------------------------------------------------------- |
| 1976                                           | 9:50                                                         | Trayecto por Despeñaperros con línea no electrificada                                             |
| 1979                                           | 8:45                                                         | Línea electrificada entre Madrid y Bobadilla                                                      |
| 1999                                           | 5:50                                                         | Introducción del Talgo 200 con trayecto por la LAV Madrid-Sevilla, con cambio de ancho en Córdoba |
| 2006                                           | 5:27                                                         | Inauguración del tramo de alta velocidad a Antequera-Santa Ana                                    |
| 2010                                           | 5:13                                                         | Fin de obras en tramo Ronda-San Pablo                                                             |
| 2012                                           | Introducción de nuevas paradas aumentando el tiempo de viaje | Introducción de nuevas paradas aumentando el tiempo de viaje                                      |
| 2021                                           | 6:12                                                         | Sustitución del tren Altaria por Intercity con parada en todas las estaciones del trayecto        |
| 2024                                           | 5:28                                                         | Trenes Alvia 730, más rápidos, cambio de ancho sin detención                                      |

## Galería de imágenes

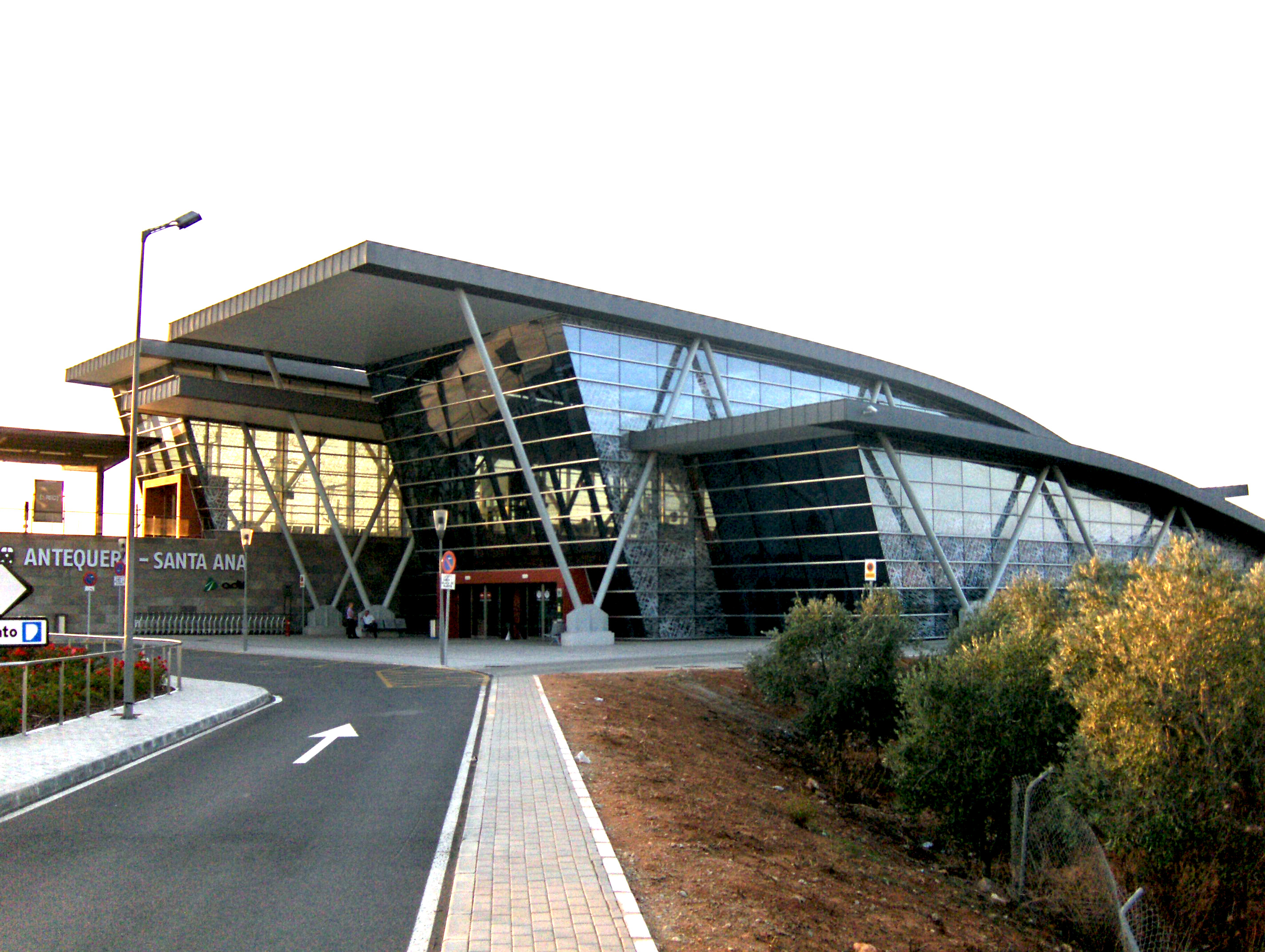
Estación de Antequera-Santa Ana.
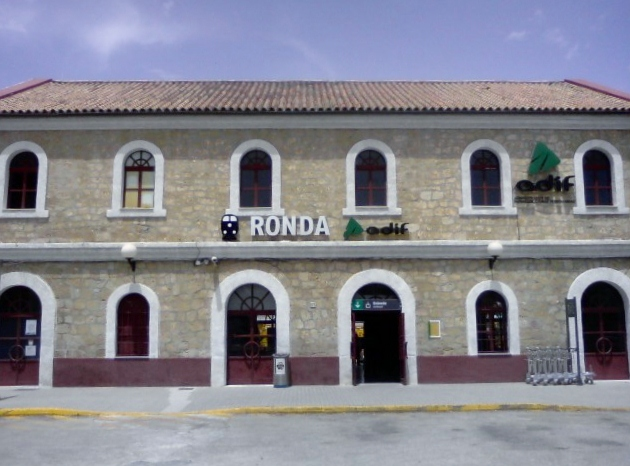
Estación de Ronda.
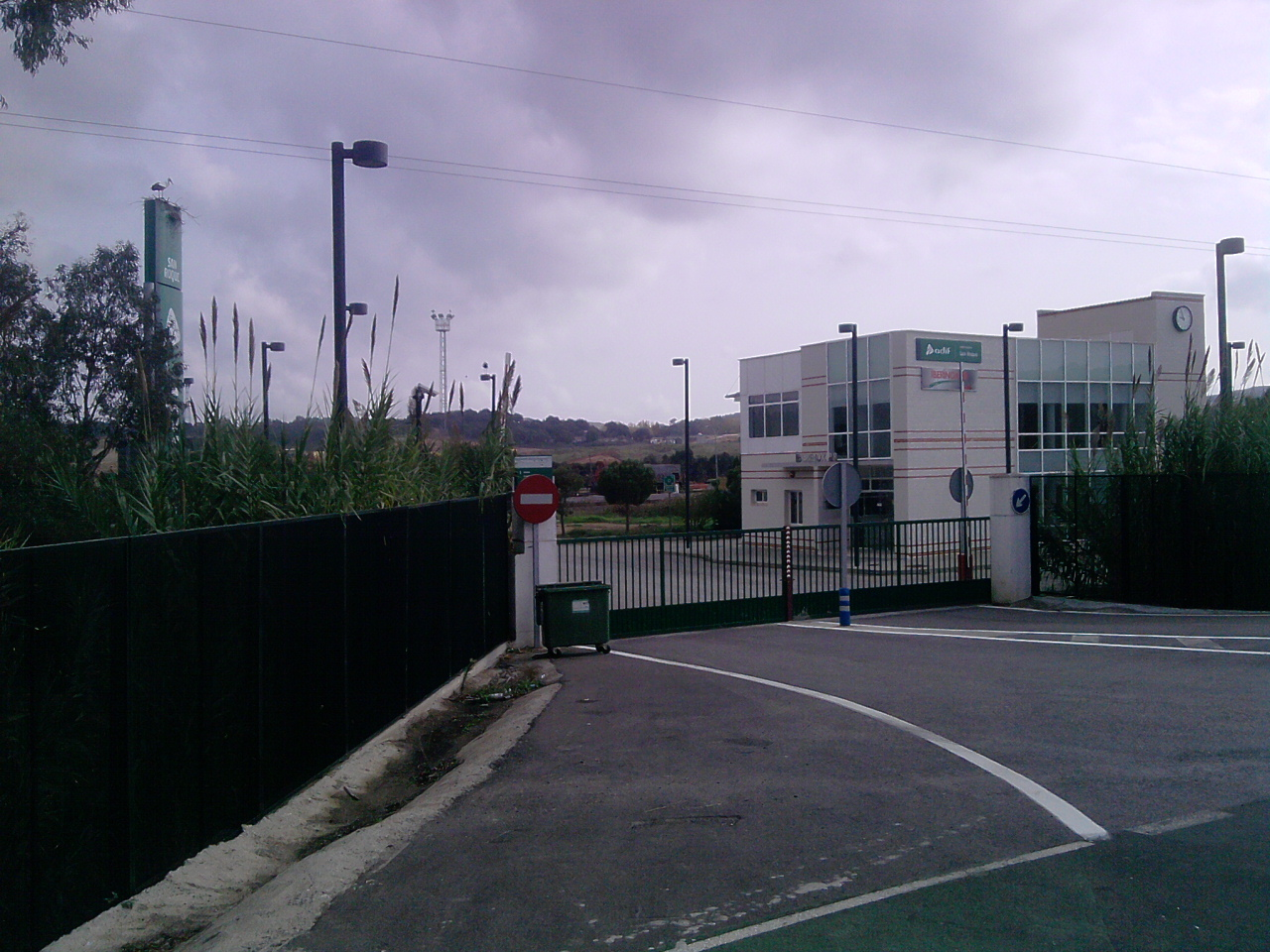
Estación de mercancías de San Roque.
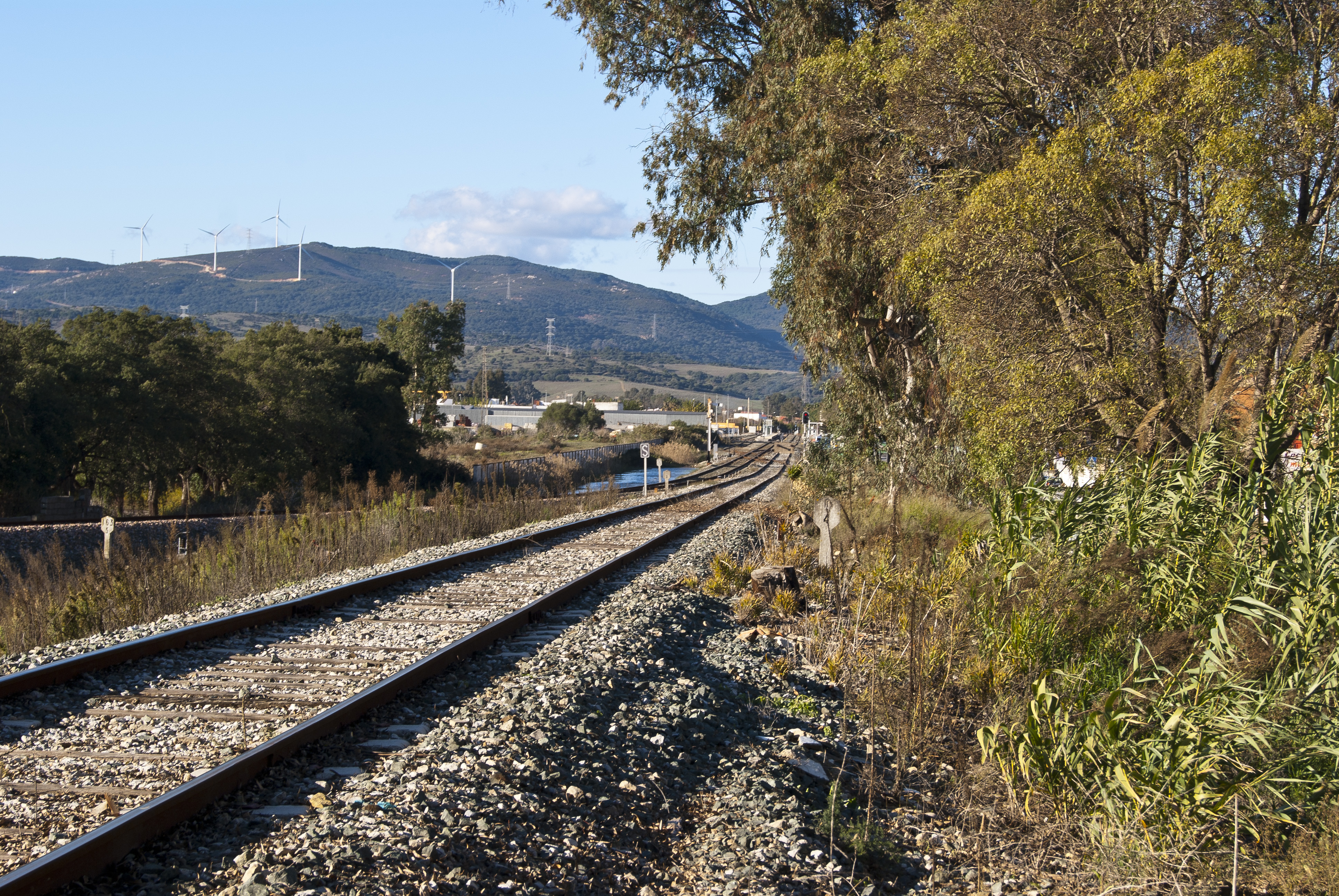
Bifurcación de San Roque-La Línea. Ramal a la línea en primer término.
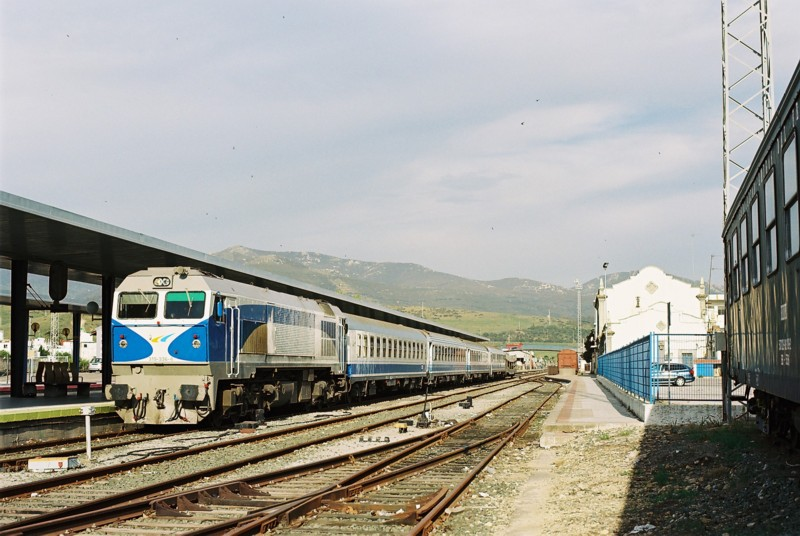
Estación de Algeciras.